# Под каменным небом
«Под каменным небом» (норв. Under en steinhimmel) — художественный фильм 1974 года совместного производства киностудий Ленфильм (СССР) и Тимфильм (Норвегия).
Премьера фильма состоялась 25 октября 1974 года в Осло и 4 августа 1975 года в Москве.

## Сюжет
…Октябрь 1944 года. В цепи сокрушительных ударов по врагу появляется новое звено — Крайний Север. Войска Карельского фронта во взаимодействии с моряками Северного флота наголову разгромили немецко-фашистских захватчиков, вторгшихся в Советское Заполярье, полностью очистили от них печенгскую землю и вышли к государственной границе с Норвегией. Впереди — Финмарк, порабощённые земли Северной Норвегии. Об одном из эпизодов этой великой битвы рассказывает наш фильм…
Предисловие из титров фильма
В октябре 1944 года, вопреки приказу гитлеровского командования об эвакуации на юг, жители норвежского городка Киркенеса укрылись в заброшенной шахте. Совместными действиями участников норвежского Сопротивления и командования Советской Армии, которым стало известно о намерениях гитлеровцев взорвать старые штольни города, удалось предотвратить трагедию.
На последних минутах ленты звучит речь короля Норвегии, в которой он благодарит СССР и призывает норвежцев к содействию.

## В ролях
В титрах фильма актёры указаны в таком порядке: в одном столбце норвежские, а в другом — советские.

| Советские актёры: - Евгений Леонов — старший лейтенант Кравцов - Николай Бурляев — Лёша Васильев - Олег Янковский — Яшка, шофёр-одессит - Анатолий Солоницын — Хофмайер, немецкий полковник - Николай Гринько — Сергей Трофимович Старостин - Фёдор Одиноков — Григорий Иванович, солдат - Николай Сергиенко — Николай, сержант - Виктор Ильичёв — Петя Потапов - Аркадий Пышняк — Алим - Елена Соловей — переводчица - Александр Захаров — адъютант, немецкий офицер - Павел Первушин — норвежский рыбак - Игорь Добряков — советский солдат - Дмитрий Бессонов — мичман - Жанна Сухопольская — женщина с ведром в каменоломне - Павел Кашлаков — капитан подводной лодки - Владимир Морозов — Семён - Аня Масленникова — дочь Астрид - Филипп Янковский — сын Астрид - Феликс Ведерников — мальчик с кроликом - Русский текст читает — В. Смирнов | Норвежские актёры: - Арне Ли — мэр Киркенеса - Веслемей Хаслюнд — Астрид - Бернхард Рамстад — Ялмар - Коре Таннвик — Эльдар - Дан Фоссе — Эмануэль - Нильс Утси — Бьоргинален - Сульфрид Хейер — Марта - Турлейф Рейсс — министр - Рагнхильд Микельсен — мать Астрид - Карин Масэ — Элинор - Герд Йоргенсен — Олине - Коре Виклунд — Рикард - Арне Ос — врач - Соня Бё — сестра Анна - Арне Кристофферсен — Стенерсен - Лейф Эрик Форберг — юноша - Хелена Краг — беременная женщина |

## Съёмочная группа
- Авторы сценария — Юрий Нагибин, Сигбьёрн Хёльмебакк
- Режиссёры-постановщики — Кнут Андерсен, Игорь Масленников
- Главный оператор — Владимир Васильев
- Главный художник — Исаак Каплан
- Композитор — Владимир Дашкевич
- Главный консультант — Константин Грушевой